# Charles-Joseph Natoire
Charles-Joseph Natoire est un artiste peintre français né à Nîmes le 3 mars 1700 et mort à Castel Gandolfo le 23 août 1777.

## Biographie
De son vivant, Natoire était mis à l'égal de François Boucher. Directeur de l'Académie de France à Rome de 1751 à 1775, il jouit d'une grande autorité dans le monde artistique. Comme son maître François Lemoyne, il est le peintre de la grâce, de la volupté et de la joie de vivre. Sa touche chaude et sensuelle est sans doute trop gracieuse pour la peinture d'histoire, trop frivole pour la peinture religieuse. Il reste avant tout comme l'auteur de l'admirable suite de l’Histoire de Psyché pour le salon de la Princesse de l'hôtel de Soubise à Paris, ainsi que des cartons de l’Histoire de Don Quichotte pour la Manufacture de Beauvais, conservés pour la plupart au château de Compiègne.
Issu d'une bonne famille catholique originaire de Lorraine, Charles-Joseph Natoire est né à Nîmes en 1700, fils de Florent Natoire, sculpteur, et de sa femme Catherine Mauric. Son père, après lui avoir donné ses premières leçons de dessin, l'envoie à Paris en 1717 pour compléter sa formation dans l'atelier de Louis Galloche (1670-1761), peintre du Roi et professeur à l'Académie royale de peinture et de sculpture, puis auprès de François Lemoyne, dont l'enseignement le marquera fortement. 

### Premier séjour romain (1723-1729)
Le 30 août 1721, il obtient le Premier Grand Prix de Rome avec un Manué offre un sacrifice au Seigneur pour obtenir un fils qui fut Sanson. Le 30 juin 1723, il est nommé pensionnaire de l'Académie de France à Rome où il parvient en octobre de la même année. Il exécute une copie de L'enlèvement des Sabines de Pierre de Cortone, un dessus-de-porte représentant Diane pour le Palais Mancini, où l'Académie de France à Rome s'installe en 1725, et remporte en décembre 1725 le premier prix de peinture de l'Académie de Saint-Luc avec un dessin intitulé Mosè che nel ritorno dal monte Sinai si mostra al popolo con faccia risplendente. En 1728, il peint pour l'ambassadeur de France, le cardinal de Polignac, un tableau représentant Jésus chassant les marchands hors du Temple.

### Retour à Paris (1730-1751)
Natoire repart pour Paris au début de 1729. Sur le chemin du retour, il passe quelque temps à Venise. Il est agréé à l'Académie royale de peinture et de sculpture le 30 septembre 1730. 

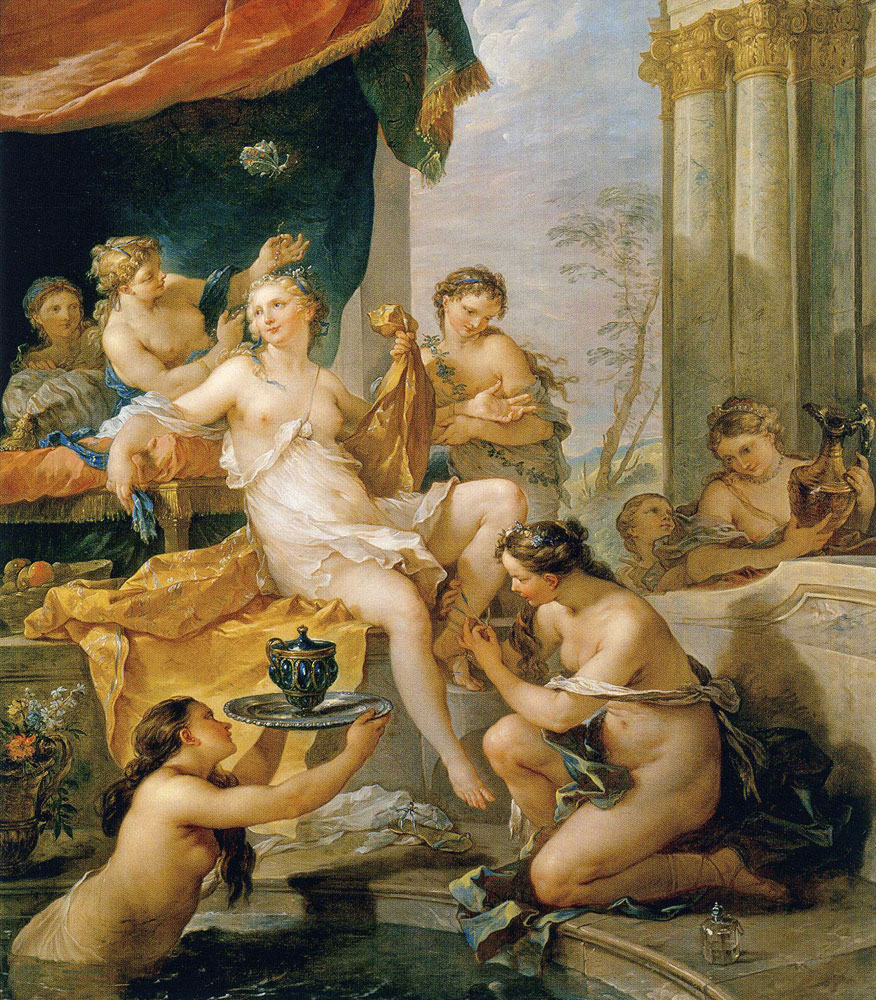
Psyché à sa toilette, 1735, Nouvelle-Orléans, New Orleans Museum of Art.

Sa réputation s'établit rapidement et il reçoit d'importantes commandes avant même d'être membre à part entière de l'Académie. Dès 1731, pour le château de La Chapelle-Godefroy à Saint-Aubin (Aube) appartenant à Philibert Orry, contrôleur général des finances, qui devait succéder au duc d'Antin comme directeur général des Bâtiments du Roi en 1736, il travaille ainsi à une Histoire des Dieux en neuf tableaux, une Histoire de Clovis en six tableaux, une Histoire de Télémaque en six tableaux et Les Quatre Saisons. Natoire n'achèvera ce travail qu'en 1740. En 1732, il exécute également trois dessus-de-porte aux sujets tirés de l'Ancien Testament pour l'hôtel du duc d'Antin à Paris.
En juin 1734, il participe à l'Exposition de la Jeunesse de la place Dauphine avec une Galathée. Cette année-là il reçoit sa première commande royale pour la chambre de la reine au château de Versailles et il est reçu membre de l'Académie le 31 décembre avec un Vénus commande à Vulcain des armes pour Énée. Dès lors, il exécute de nombreuses commandes royales, pour les petits appartements du château de Fontainebleau, pour le cabinet et la salle à manger du Roi au château de Versailles, pour le château de Marly, pour la Bibliothèque royale, etc.
En 1735, Natoire exécute le premier carton de la célèbre série de tapisseries de l’Histoire de Don Quichotte réalisées par la Manufacture de Beauvais pour le fermier général Pierre Grimod du Fort (1692-1748). En 1737, il reçoit la commande du cycle de l’Histoire de Psyché pour le salon ovale de la Princesse, réalisé par Germain Boffrand à l'hôtel de Soubise à Paris, l'une de ses créations les plus remarquables. À partir de 1741, il réalise les cartons de l’Histoire de Marc-Antoine pour la Manufacture des Gobelins.
En 1747, il s'exerce à un genre qui lui restera peu familier, le portrait, avec un Louis, dauphin de France. Il se montre plus à l'aise dans la peinture religieuse avec des toiles telles que Saint Étienne devant les docteurs portant de faux témoignages contre lui, peinte en 1745 pour la chapelle Saint-Symphorien de l'église Saint-Germain-des-Prés. Il participe aussi au remarquable décor illusionniste de la chapelle de l'hôpital des Enfants-Trouvés (1746-1750), construit par Germain Boffrand dans l'île de la Cité à Paris et malheureusement détruit au XIXe siècle.
En 1747, il participe au concours organisé par le nouveau directeur général des Bâtiments du Roi, Le Normant de Tournehem, avec le magnifique Triomphe de Bacchus du musée du Louvre.

### Second séjour romain (1751-1777)
En 1751, Natoire est nommé directeur de l'Académie de France à Rome. Cette nomination, aussi prestigieuse qu’elle soit, va néanmoins sceller la fin de sa carrière. Éloigné de la Cour, Natoire ne deviendra pas Premier peintre du Roi, se voyant préférer ses rivaux, Carle van Loo puis François Boucher. En outre, il va quasiment cesser de peindre. En revanche, il se montre, au moins dans les premières années, un directeur actif, poussant les pensionnaires à multiplier les envois et leur recommandant de dessiner la campagne romaine.
Anobli en avril 1753, il reçoit, en 1755, l'ordre de Saint-Michel, qu'il attendait avec impatience.
Durant son second séjour romain, sa principale réalisation personnelle est la fresque de l’Apothéose de saint Louis au plafond de l'église Saint-Louis-des-Français (1754-1756). Mais, au moment où le néo-classicisme est en train de devenir à la mode, le parti du peintre, qui s'inspire du plafond de Sebastiano Conca à Sainte-Cécile, semble manquer d'originalité et de force, et lui vaut de vives critiques.
Natoire va ensuite se borner à réaliser de nombreux dessins de la campagne romaine, mais peu de toiles. Il devient de plus en plus dévot. En 1767, l'architecte Adrien Mouton, chassé de l'Académie, lui intente un procès qu'il finira par gagner en 1770, Natoire se voyant condamner à 20 000 livres de dommages et intérêts ainsi qu'aux dépens. Il est accusé d'erreurs administratives et le nouveau directeur général des Bâtiments, le comte d'Angiviller, le met à la retraite d'office en juin 1775. Il se retire à Castel Gandolfo où il meurt deux ans plus tard.

## Principales œuvres

### Peinture religieuse

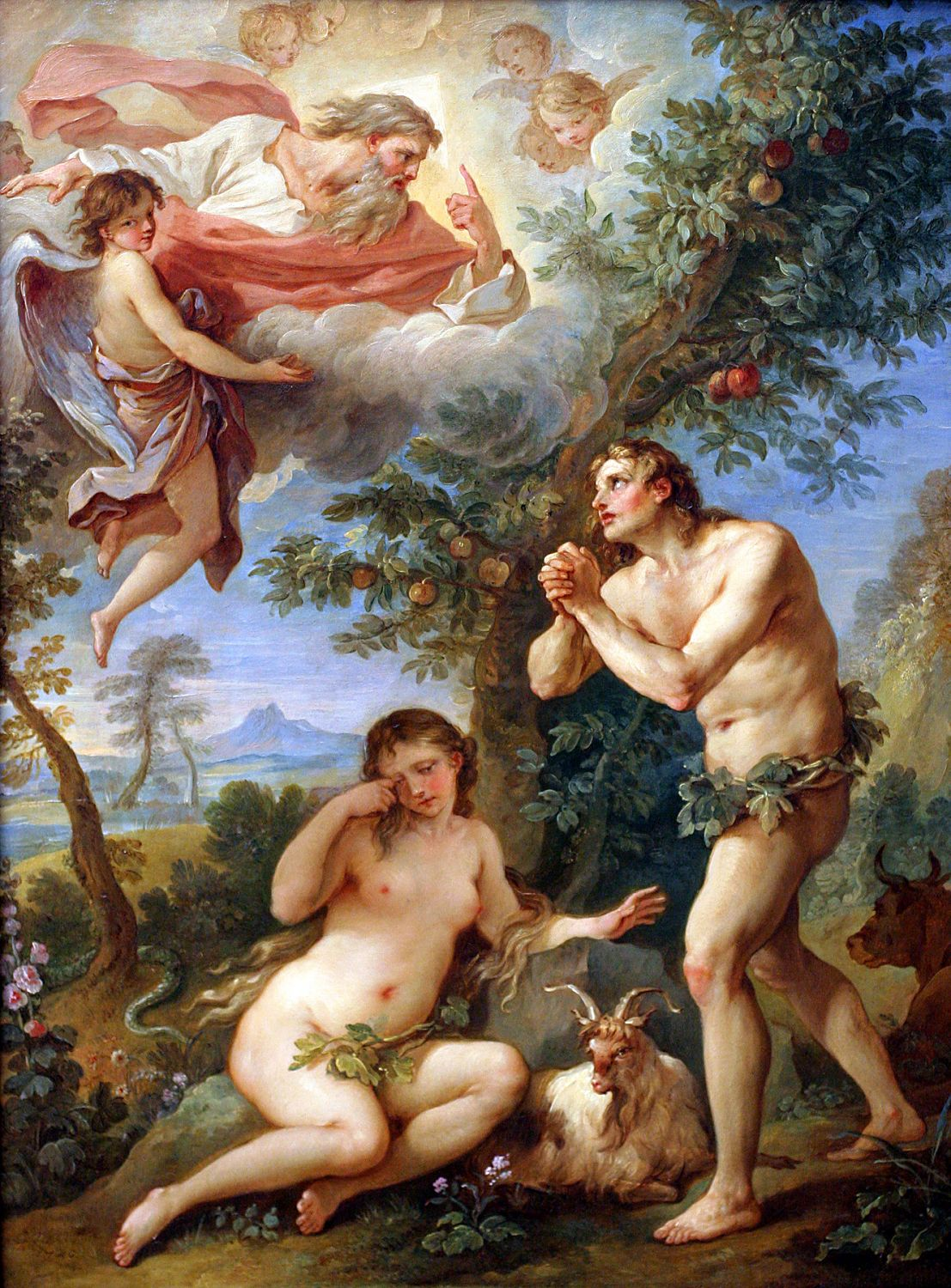
Adam et Ève chassés du Paradis terrestre, 1740 Metropolitan Museum of Art.

- Manué offre un sacrifice au Seigneur pour obtenir un fils qui fut Sanson, 1721, Paris, École nationale supérieure des beaux-arts.
- Le Cardinal Casanata, 1723 - 1729, musée Magnin, Dijon
- Jésus chassant les marchands hors du Temple, 1728, Paris, église Saint-Médard.
- Trois dessus-de-porte pour l'hôtel du duc d'Antin à Paris, 1732 :
  - Jacob et Rachel quittant la demeure de Laban, Atlanta, High Museum of Art.
  - Jacob et Rachel qui font boire leurs troupeaux de moutons et autres bestiaux, New York, coll. part.
  - Agar et son fils Ismaël, Paris, musée du Louvre.
- Adam et Ève chassés du Paradis terrestre, 1740, New York, Metropolitan Museum of Art.
- Saint Étienne devant les docteurs portant de faux témoignages contre lui, 1745, Rennes, musée des Beaux-Arts.
- Le baptême du Christ, 1747, Arras, musée des Beaux-Arts.
- La prédication de Saint-Ferréol et de Saint-Ferjeux, 1754, Besançon, cathédrale Saint-Jean.
- La Descente de croix, 1755, Besançon, cathédrale Saint-Jean.
- Apothéose de Saint Louis, plume et lavis, 53 x 25 cm, Gray (Haute-Saône), musée Baron-Martin.
- Apothéose de Saint Louis, huile sur toile, 136 x 70 cm, musée des Beaux-Arts de Brest[4]
- La Madeleine, 1758, huile sur toile, 39.5 x 30.5 cm, Dijon, musée des Beaux-Arts de Dijon.
- La Mise au tombeau, Besançon, cathédrale Saint-Jean.
- Cycle de la vie de Saint-Jacques (5 tableaux), vers 1760, Castres, église Saint-Jacques de Villegoudou.
- Mort et Gloire de Saint Clément IX (Rospigliosi). Collaboration avec Antonio Bicchierai. Non exposé. Accademia Nazionale di San Luca (Académie Nationale de Saint-Luc). La vérification n’a pu être effectuée (fermeture Covid).
- Morte e gloria di san Luigi lX – Apothéose de Saint Louis, 1756. Huile sur toile. Rome, Chiesa di San Luigi dei Francesi (église Saint-Louis-des-Français) Voûte.

### Peinture mythologique et allégorique

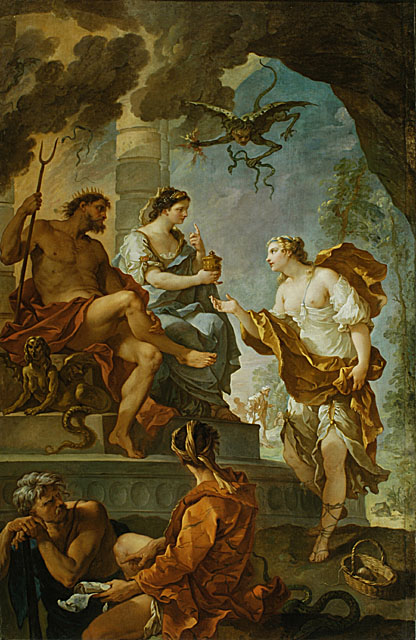
Psyché obtenant de Proserpine l'elixir de beauté, 1735.

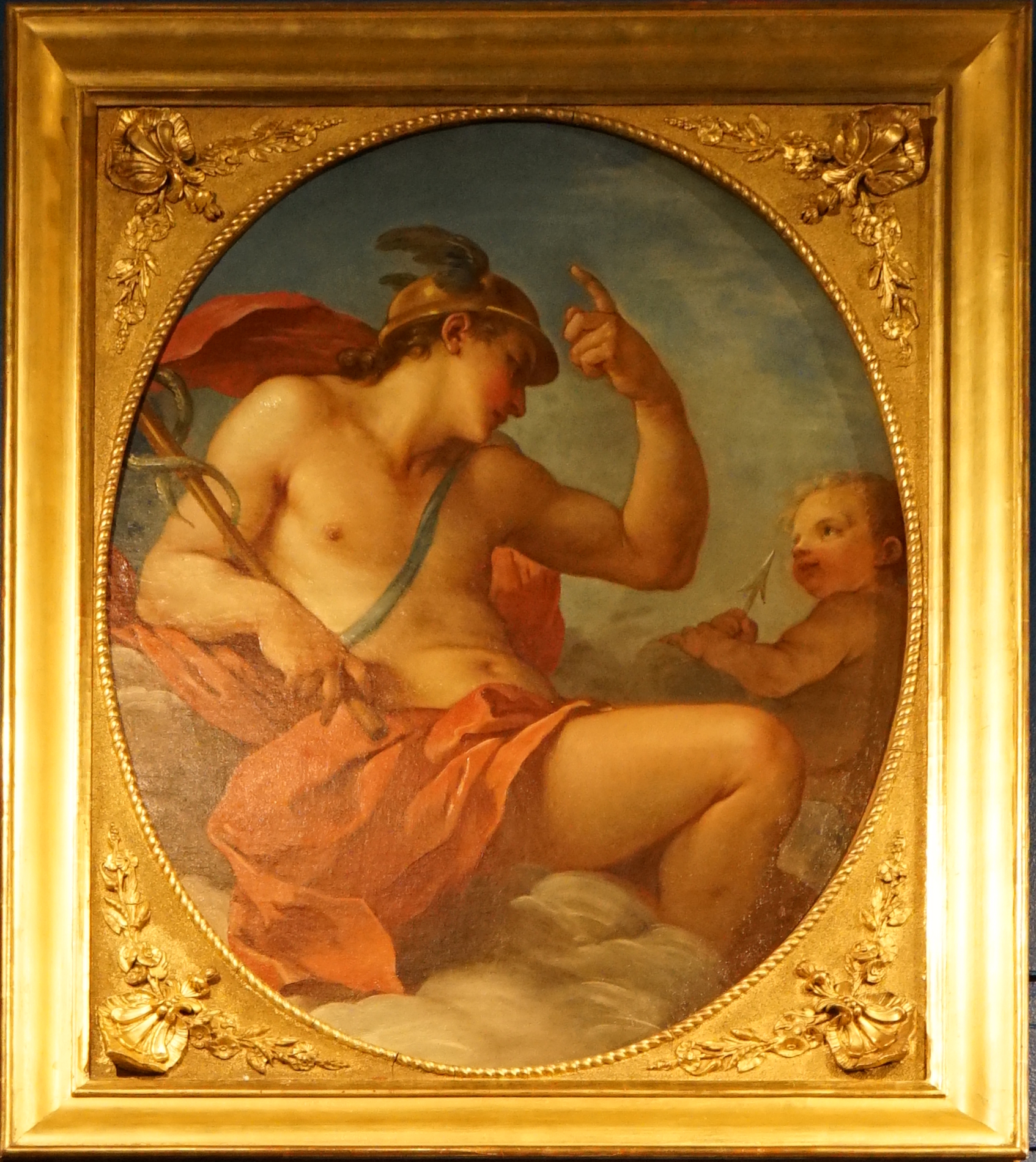
Mercure et l'Amour, musée Saint-Loup.

- Cycle de l’Histoire des Dieux, 9 tableaux, 1731-1735, commandé par Philibert Orry :
  - Io enlevée par Jupiter, 1731, Troyes, musée des beaux-arts.
  - L'enlèvement d'Europe, 1731, Saint-Pétersbourg, musée de l'Ermitage.
  - Jupiter servi par Hébé, Troyes, Musée des Beaux-Arts.
  - Jupiter enlevant Ganymède, Troyes, musée des Beaux-Arts.
  - Danaé recevant Jupiter métamorphosé en pluie d'or[5], Troyes, musée des Beaux-Arts.
  - Mercure et l'Amour[6], Troyes, musée des Beaux-Arts.
  - L'Amour répandant des fleurs sur la terre[7], Troyes, musée des Beaux-Arts.
  - Persée délivrant Andromède[8], Troyes, musée des Beaux-Arts.
  - Léda et le cygne, Troyes, Musée des Beaux-Arts.
- Premier cycle de l’Histoire de Psyché, 4 tableaux, 1734-1735, commandé par le fermier général Louis Denis Lalive de Bellegarde (1679-1751) pour le château de la Chevrette :
  - Vénus montrant Psyché à l'Amour, non localisé.
  - La Toilette de Psyché, Nouvelle-Orléans, Museum of Art.
  - Vénus qui défend à l'Amour de voir Psyché, Nouvelle-Orléans, Museum of Art.
  - Psyché obtenant de Proserpine l'elixir de beauté, Los Angeles, Los Angeles County Museum of Art.
- Cycle de l’Histoire de Télémaque, 6 tableaux, 1735-1740, commandé par Philibert Orry :
  - Vénus qui donne l'Amour à Calypso, 1739, Moscou, musée Pouchkine.
  - Télémaque dans l'île de Calypso, 1739, Saint-Pétersbourg, musée de l'Ermitage.
  - Le vaisseau de Télémaque brûlé par les nymphes, Saint-Pétersbourg, musée de l'Ermitage.
  - Calypso écoutant les conseils de l'Amour, Troyes, musée des Beaux-Arts.
  - Télémaque écoutant les conseils de Mentor, 1740, Troyes, musée des Beaux-Arts.
- Les Quatre Saisons, 4 tableaux, 1735 (détruits en 1814).
- La Jeunesse et la Vertu présentent deux princesses à la France[9], 1734, Chambre de la reine, Château de Versailles (in situ).
- Vénus commande à Vulcain des armes pour Énée, 1734, Montpellier, musée Fabre.

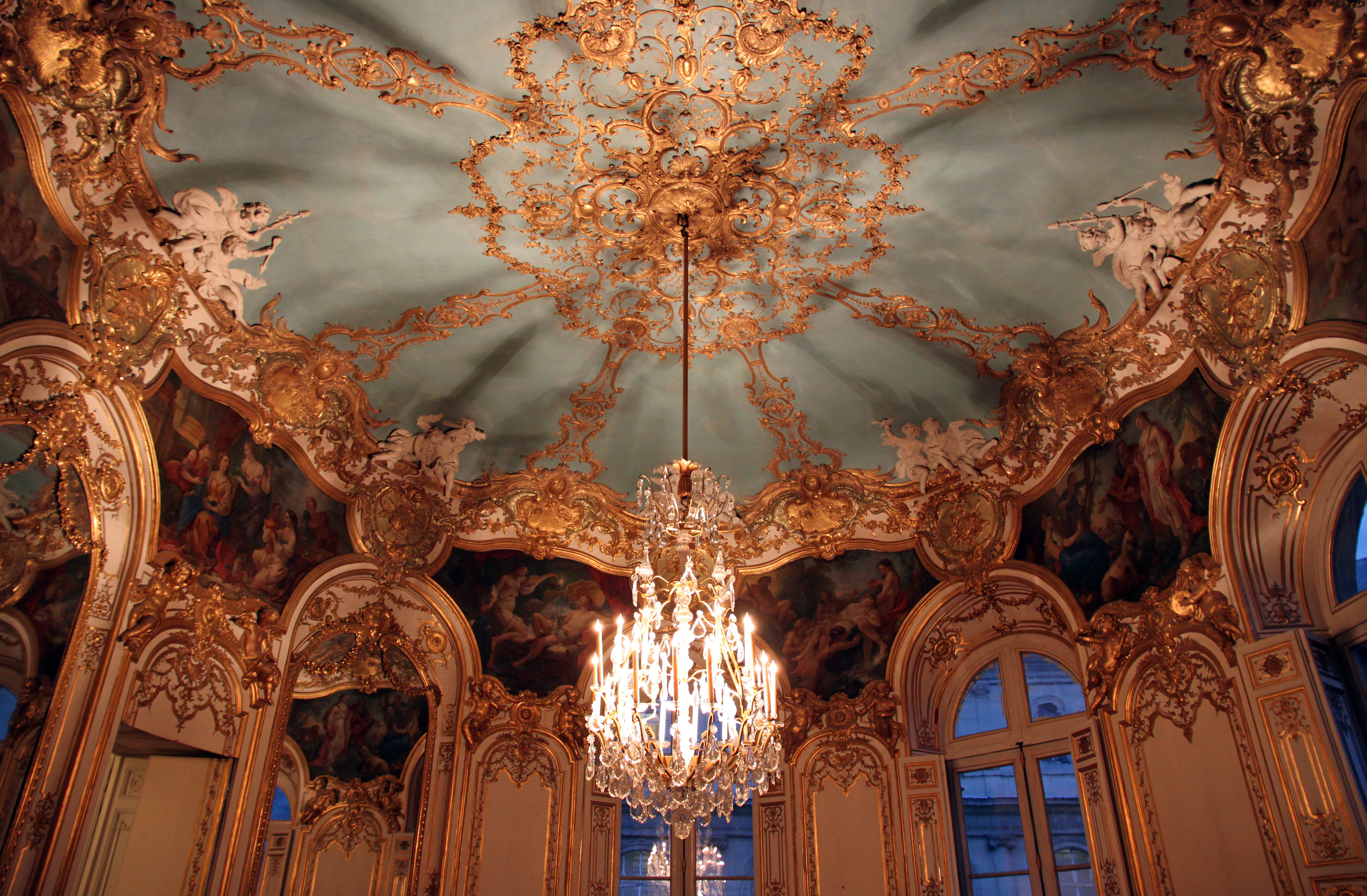
Salon de la Princesse, Hôtel de Soubise

- Cycle de l’Histoire de Psyché, 8 tableaux, 1737-1739, Paris, Salon de la Princesse, Hôtel de Soubise (in situ) :
  - Psyché reçue par les nymphes dans le palais de l'Amour, 1737.
  - Psyché montrant ses trésors à ses sœurs, 1738.
  - Psyché contemplant son époux, l'Amour endormi, 1738.
  - Psyché sauvée des eaux par les nymphes, 1738.
  - Psyché chez les bergers, 1738.
  - Psyché défaillant de frayeur en présence de Vénus, 1738.
  - Psyché enlevée dans l'Olympe par l'Amour, 1739.
  - Psyché accueillie par Zéphyr, 1739.
- Bacchus reçoit à boire d'un enfant, accompagné de deux Bacchantes et de Silènes, 1738.
- Les Trois Grâces qui enchaînent l'Amour, 1738, Paris, Palais du Luxembourg.
- La Beauté rallume le flambeau de l'Amour, 1739, commandé pour la chambre de la Reine, château de Versailles (in situ).
- Les arts libéraux, dessus-de-porte, 1740, commandés pour le Cabinet des médailles de la Bibliothèque du Roi, Paris, Bibliothèque nationale de France, site Richelieu (in situ) :
  - La Sculpture.
  - La Peinture.
  - L'Architecture.
- Les quatre éléments, dessus-de-porte, 1741, commandés par Pierre Grimod du Fort pour l'hôtel Chamillart, rue Coq-Héron à Paris :
  - La Terre, ou Cérès nourrissant Triptolème, musée Rolin Autun.
  - Le Feu, ou Vénus demandant à Vulcain des armes pour Énée, musée Rolin Autun
  - L'Eau, ou le triomphe d'Amphitrite, non localisé.
  - L'Air, ou Junon et Iris, Paris, Palais du Luxembourg.
- Vénus à sa toilette[10], 1742, Bordeaux, musée des Beaux-Arts.
- Bacchus et Ariane[11] , [12], 1742, Saint-Pétersbourg, musée de l'Ermitage.
- Quatre tableaux pour le château de Marly, 1743 :
  - Bacchus et Ariane, Paris, Hôtel de Lassay.
  - Le Repos de Diane, Versailles, Petit Trianon.
  - Apollon et les Muses, non localisé.
  - Vénus et Neptune, non localisé.
- Le triomphe de Bacchus, 1747, Paris, musée du Louvre.
- Deux tableaux pour l'hôtel d'Ange Laurent Lalive de Jully, rue Saint-Honoré à Paris, 1749 :
  - Bacchanale, Houston, Museum of Fine Arts.
  - Le Triomphe d'Amphitrite, non localisé.
- Allégorie de la naissance de Marie-Zéphirine de France, 1749, Château de Versailles.
- Cupidon aiguisant ses flèches, 1750, Saint-Pétersbourg, musée de l'Ermitage.

### Peinture d'histoire
- Cycle de l’Histoire de Clovis, 6 tableaux, 1735-1738, commandé par Philibert Orry, Troyes, musée des Beaux-Arts :
  - La Bataille de Tolbiac, 1735.
  - Saint Rémy apporte à Clovis la soumission du Peuple de Reims, 1736.
  - Clovis, couronné par la Victoire, fait refleurir la Religion, 1736.
  - Le Repos de la France, 1736.
  - Le siège de Bordeaux par Clovis, 1737.
  - La Bataille de Vouillé, 1738.
- L'entrée solennelle de Monseigneur de Pâris à Orléans, 1745, commandé pour la résidence de campagne des évêques d'Orléans à Meung-sur-Loire, Orléans, Bibliothèque municipale.
- L'apothéose de saint Louis, 1756, Brest, musée des Beaux-Arts (esquisse).

### Peinture de genre

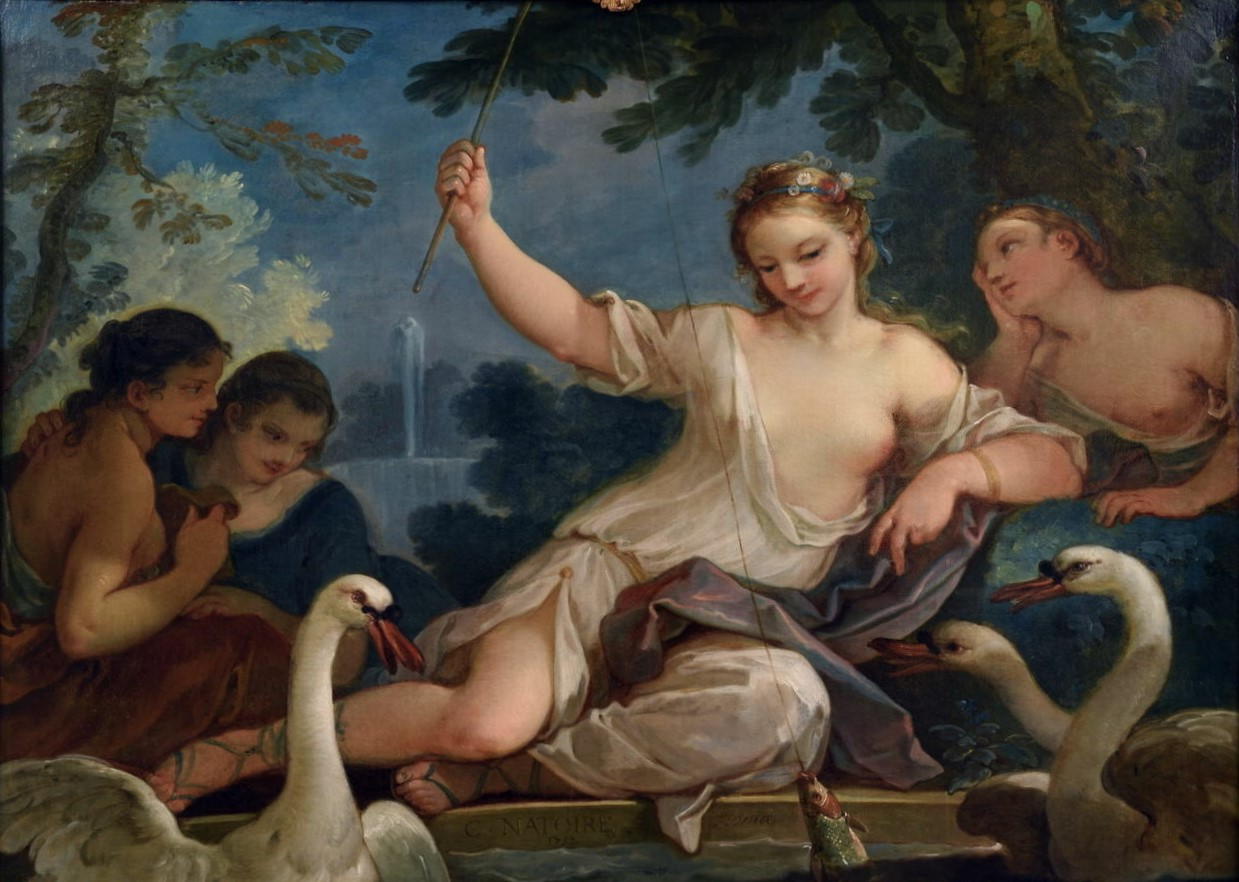
La Pêche, 1752, musée des Beaux-Arts de Chartres.

- Scène pastorale, dessus-de-porte, Paris, Hôtel de Roquelaure, 246 boulevard Saint-Germain (in situ) ;
- La Pêche, huile sur toile 95 × 128 cm, 1752, musée des Beaux-Arts de Chartres (inv. MNR 897 ; D.53.3.1)[13].

### Cartons de tapisseries
- Série de l’Histoire de Don Quichotte (cartons de tapisseries)[14]1735 :
  - Sancho punissant la marchande de noisettes, 1735, château de Compiègne.
  - Don Quichotte déshabillé par les demoiselles de la duchesse, 1742, château de Compiègne.
  - Départ de Sancho pour l'île de Barataria, château de Compiègne.
  - Le Repas de Sancho, gouverneur de l'île de Barataria, château de Compiègne.
  - Don Quichotte et les oiseaux à la caverne de Montesinos, château de Compiègne.
  - Don Quichotte et le chevalier des Miroirs, château de Compiègne.
  - La Fausse princesse de Micomicon vient prier Don Quichotte de la remettre sur son trône, château de Compiègne.
- Série de l’Histoire de Marc-Antoine (cartons de tapisseries), 1740-1757 :
  - L'Entrée de Marc-Antoine à Ephèse, 1741, Nîmes, musée des Beaux-Arts.
  - Le repas de Cléopâtre et de Marc-Antoine, 1754, Nîmes, musée des Beaux-Arts de Nîmes.
  - L'arrivée de Cléopâtre à Tarse, 1756, Nîmes, musée des Beaux-Arts de Nîmes.
  - L'entrevue de Cléopâtre et d'Antoine à Tarse, 1757, Rouen, musée des beaux-arts.
  - La conclusion de la paix de Tarente, esquisse, 1757, Nîmes, musée des Beaux-Arts.

### Portraits
- Louise-Anne de Bourbon-Condé, 1731, château de Versailles.
- Monseigneur de Pâris, évêque d'Orléans, 1746, Orléans, musée des Beaux-Arts.
- Louis, dauphin de France, 1747, château de Versailles.

### Dessins
Beaux-Arts de Paris :
- Sainte Famille avec saint Jean-Baptiste[15], sanguine, H. 25,5 ; L. 17,8 cm. Ce dessin a été réalisé pendant les années de pensionnat de Natoire à l'Académie de France à Rome, à partir de 1723. Il peut s'agir d'une copie d'après une œuvre non identifiée d'un peintre classique, mais il est tout aussi probable qu'il s'agisse d'une composition de fantaisie. Ses feuilles de jeunesse sont très appréciées des amateurs contemporains comme Mariette, Lempereur et le marquis de Calvière[16].
- Etude pour la tête de Vénus[17], sanguine et rehauts de blanc sur papier beige, H. 20,2 ; L. 20,5 cm. Ce dessin se rattache à la dernière des quatre commandes confiées à Natoire par le contrôleur général des finances, Philibert Orry : l'Histoire de Télémaque. Il s'agit d'une étude préparatoire pour la figure de Vénus dans Vénus donne l'Amour à Calypso (Natoire, vers 1739, musée Pouchkine, Moscou)[18].
- Amour offrant une pomme à Vénus[19], sanguine, lavis de sanguine et rehauts de blanc sur papier beige, H. 24,7 ; L. 36,5 cm. Ce dessin a été exécuté par Natoire pendant la décennie 1735-1745, alors qu'il prend part à des chantiers importants, à l'embellissement de plusieurs demeures particulières et réalise de nombreux tableaux de cabinet. Il est à rapprocher du Réveil de Vénus (Cummer Museum of Art and Gardens, Jacksonville, Floride), daté et signé de 1741[20].
- Etude d'homme assis de profil à gauche, tenant la jambe gauche des deux mains[21], sanguine, lavis de sanguine et rehauts de blanc sur papier beige, H. 54,0 ; L. 40,6 cm. Ce dessin a été réalisé par Natoire pendant ses six mois cumulés d'enseignement à l'Académie royale de Peinture et de Sculpture, entre 1738 et 1751. Les professeurs de l'Académie devaient "poser" le modèle, mais également le dessiner ou le modeler, afin de fournir des exemples aux élèves. Cette feuille est donc un dessin d'après nature destiné à l'enseignement[22].
- La cascade des jardins de la villa Aldobrandini à Frascati[23], graphite, pierre noire, plume, encre brune, lavis brun et d’encre de Chine, aquarelle bleue, rouge et grise et gouache blanche sur papier beige, H. 33,1 ; L. 47,1 cm. Ce dessin comporte une annotation de la main de l'artiste qui confirme la date et le lieu représenté[24].

Musée des Beaux-Arts d'Orléans: 
- Saint Jérôme, vers 1745, sanguine et légers rehauts à la craie blanche sur papier beige, 33,9 x 27,7 cm[25].
- Enfant debout, le genou droit appuyé sur un rocher, vers 1735-1740, sanguine et rehauts à la craie blanche sur papier beige, 32,9 x 23,2 cm[26].